# Ulcera duodenale
L'ulcera duodenale è una perdita di sostanza locale in uno o più punti del duodeno.
L'ulcera duodenale è 2-3 volte più frequente dell'ulcera gastrica. Tutte le ulcere bulbari, ovvero della prima
porzione del duodeno, sono considerate in prima istanza come benigne; il 95% delle ulcere duodenali insorge in questa
sede, più precisamente nella parete anteriore.
L'infezione da Helicobacter pylori è responsabile di oltre il 90-95% delle ulcere duodenali. L'eradicazione dell'infezione con una adeguata terapia antibiotica determina la guarigione pressoché definitiva della malattia ulcerosa prevenendo così l'insorgere di recidive e complicanze.
La principale causa di ulcera duodenale non correlata ad una infezione da Helicobacter pylori (5%) è l'assunzione di FANS, compresa l'aspirina, anche a basse dosi.
Alcuni fattori predisponenti all'ulcera duodenale sono: la bronchite cronica, lo stress severo, la chirurgia
maggiore e l'uso di steroidi.
In circa il 50% dei casi l'ulcera duodenale si manifesta con un dolore localizzato in epigastrio, che può irradiarsi posteriormente.
Nel quadro clinico classico il dolore in epigastrio è urente ed insorge a digiuno, oppure durante la notte, e si attenua con l'assunzione di cibo. In altri casi il dolore presenta caratteristiche meno specifiche e può essere accompagnato o sostituito da altri sintomi come senso di ripienezza postprandiale, digestione lenta, nausea talvolta accompagnata da vomito, pirosi, inappetenza, anemia e dimagrimento.